# Surinaamse parlementsverkiezingen 2020/Kandidatenlijst/Sipaliwini
Dit is de lijst van kandidaten voor de Surinaamse parlementsverkiezingen in 2020 in Sipaliwini. De verkiezingen vinden plaats op 25 mei 2020.
De onderstaande deelnemers kandideren op grond van het districten-evenredigheidsstelsel voor een zetel in De Nationale Assemblée. Elk district heeft een eigen lijsttrekker. Los van deze lijst vinden tegelijkertijd de verkiezingen van de ressortraden plaats. Daarvoor geldt het personenmeerderheidsstelsel. De kandidaten voor de ressortraden staan hieronder niet genoemd.

## Kandidaten
Hieronder volgen de kandidatenlijsten op alfabetische volgorde per politieke partij.

### Algemene Bevrijdings- en Ontwikkelingspartij(ABOP)
1. Dinotha Vorswijk
2. Obed Kanapé
3. Renet Wahki

### Alternatief 2020(A20)
1. Richel Petrusi
2. Susan Alpin
3. Jakie Samuels

### Broederschap en Eenheid in de Politiek(BEP)
1. Remi Kanapé
2. Lenie Eduards
3. Rosalina Amautan
4. Carla Lugart

### Democratie en Ontwikkeling in Eenheid(DOE)
1. Jeroe Romeina

### Hervormings- en Vernieuwingsbeweging(HVB)
1. Nataly Sampi
2. Marcia Jarmohamed
3. Denny Jonathan
4. Mijnard Flink

### Nationale Democratische Partij(NDP)
1. Silvana Afonsoewa
2. Iona Edwards
3. Aida Nading
4. Bert Abauna

### Nationale Partij Suriname(NPS)
1. Eddy Pansa
2. Arron Harry Bergstroom Robinson
3. Ricardo Mackintosh
4. Michel Bimboe

### Partij voor Recht en Ontwikkeling(PRO) /Amazone Partij Suriname(APS)
1. Jupta Itoewaki
2. Humbert Trameh
3. Onisi Ngwete

### Sociaal Democratische Unie(SDU)
1. Orpheo Adjako
2. Sjieka Boomdijk
3. Fabian Pansa
4. Eldrieth Paulus

### Surinaamse Partij van de Arbeid(SPA)
1. Duco Matange Amiemba
2. Abegel Modena Mokoi
3. Zuwena Rachella Adams
4. Jovan Bonetti Aloeboetoe

### Vooruitstrevende Hervormings Partij(VHP)
1. Harriette Lugard
2. Olvie Gazon
3. Violet King
4. Evert Javinde

Kandidaten per partij: A20 · 
ABOP · 
BEP · 
DA'91 · 
DNW · 
DOE · 
HVB · 
NDP · 
NPS · 
PALU · 
PL · 
PRO/APS · 
SDU · 
SPA · 
STREI! · 
VHP · 
VVD
Kandidaten per district: Brokopondo · 
Commewijne · 
Coronie · 
Marowijne · 
Nickerie · 
Para · 
Paramaribo · 
Saramacca · 
Sipaliwini · 
Wanica